# 150

## Esdeveniments
- Claudi Ptolemeu publica el primer recull de mapes, avantapassat dels atles geogràfics.[1]
- París arriba als 80.000 habitants, xifra que no va tornar a tenir fins al segle xii
- Antoní Liberal escriu una obra sobre mitologia (data aproximada).[2]
- 7 de desembre: té lloc l'eclipsi solar anular més llarg que es viurà des del 4000 aC. fins al 6000 dC.[3] Amb una durada màxima de la fase anular de 12 min 23 s i un curs situat essencialment a l'oceà Pacífic nord equatorial, les úniques terres afectades van ser la península de Califòrnia i el que avui és l'estat mexicà de Chihuahua.[4]

## Naixements
- Babak II, rei dels Fars i governador d'aquesta província (Pèrsia).
- Cassi Dió, escriptor i polític romà, nascut a Nicea.
- Zhang Zhongjing, mete xinès.[5]